# Legalna pozycja obronna
Ten artykuł opisuje zagadnienie koszykarskie zgodne z normami FIBA.
Zasady w ligach NBA, NCAA lub innych mogą różnić się od tutaj przedstawionych.
Legalna pozycja obronna – to w koszykówce pozycja zawodnika broniącego, która nie jest faulem (nie powoduje naruszenia przepisów).
Obrońca znajduje się w legalnej pozycji obronnej, gdy mając obie stopy na podłożu stoi przodem do przeciwnika. Zawodnik może unieść ramiona ponad głowę lub wyskoczyć w górę, ale musi zmieścić się wewnątrz wyimaginowanego „cylindra”.

## Zasada cylindra

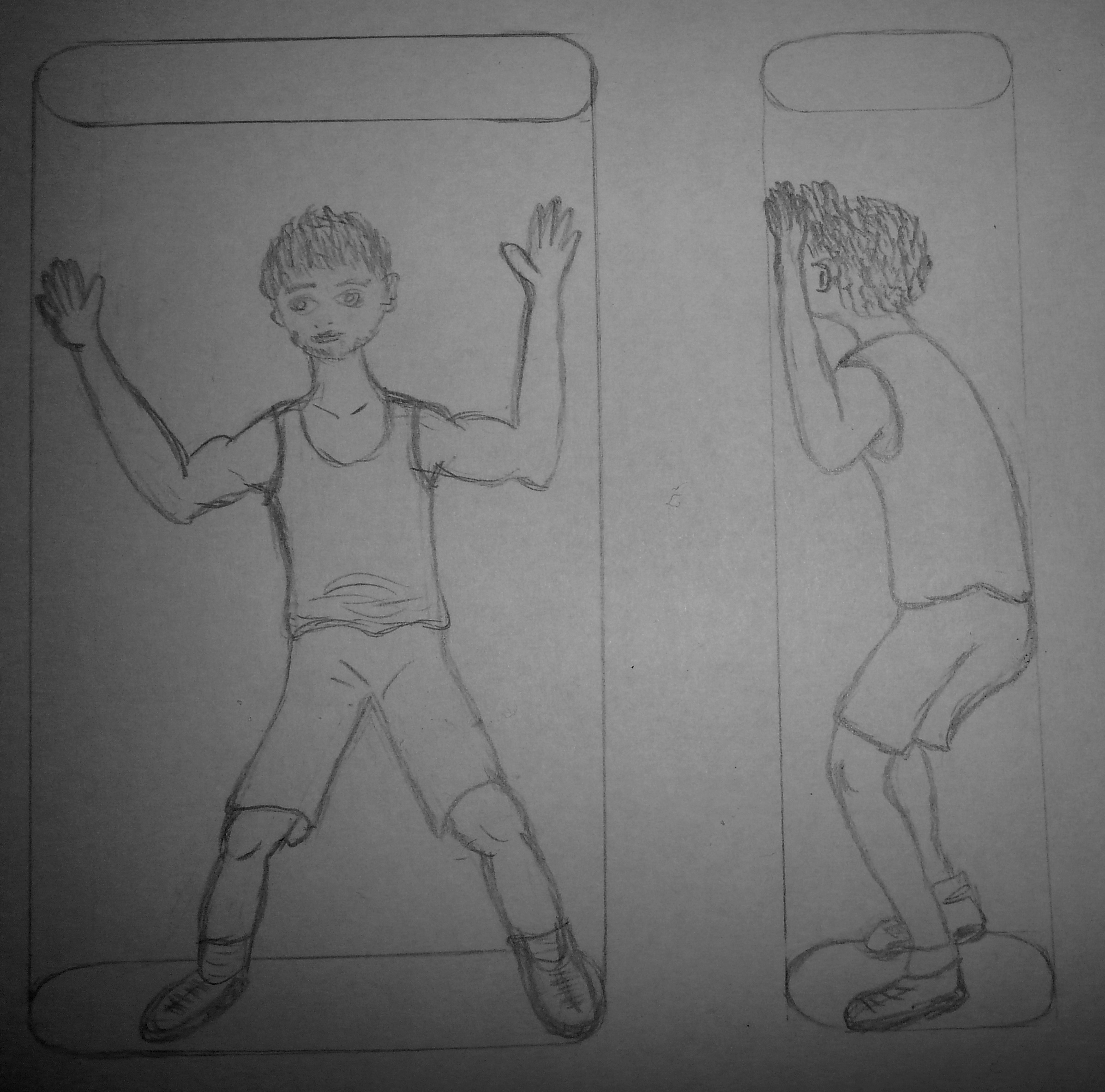
Szkic ilustrujący zasadę cylindra.

Zasada cylindra – definiuje odpowiednią przestrzeń wokół zawodnika i postawę zawodnika wewnątrz „cylindra”, używaną do określenia czy postawa spowodowała faul w sytuacji zetknięcia osobistego. Przestrzeń tworzona jest przez wyimaginowany cylinder i rozciąga się od podłoża na którym znajduje się zawodnik, w górę. Ograniczana jest z przodu dłońmi, z tyłu pośladkami, a na bokach zewnętrznymi krawędziami nóg oraz ramion. 
Aby zawodnik przyjął legalną pozycję obronną (właściwa postawa wewnątrz cylindra), może on wysuwać ręce i ramiona nie dalej niż wyimaginowana krawędź tworzona przez stopy. Ramiona muszą być zgięte w łokciach tak, by przedramiona i dłonie uniesione były do góry.

## Zasada pionowości
Zasada pionowości – przepis gry w koszykówkę, precyzujący zasadę cylindra i możliwości jej wykorzystywania. W trakcie gry każdy z zawodników ma prawo zająć dowolną pozycję (cylinder) na boisku, pod warunkiem, że ta pozycja nie jest już zajęta przez zawodnika drużyny przeciwnej lub nie była zajmowana wcześniej, a zawodnik nie zajął nowej. Dzięki zasadzie pionowości, obszar zajęty po raz ostatni przez zawodnika, który wyskoczył pionowo w górę w ramach przestrzeni rozpiętej przez cylinder, jest nadal chroniony – to znaczy, że inny zawodnik nie może zająć w tym czasie tej przestrzeni.
Gdy zawodnik opuści swoją pionową pozycję (cylinder) i nastąpi kontakt z przeciwnikiem, który ustanowił już własną pozycję pionową (cylinder), to zawodnik który opuścił swoją pionową pozycję (cylinder) jest odpowiedzialny za ten kontakt. Z kolei zawodnik obrony może pionowo wyskoczyć w górę lub ponieść ręce w górę wewnątrz swojego cylindra i nie może być za to ukarany. Zawodnik ataku nie może (nawet będąc w wyskoku) spowodować zetknięcia z obrońcą znajdującym się w legalnej pozycji obronnej używając ramion w celu zrobienia sobie miejsca (przesunięcie przeciwnika) lub rozstawiając ramiona albo nogi, w celu spowodowania kontaktu z zawodnikiem w trakcie rzutu lub tuż po wykonaniu rzutu do kosza.

## Krycie zawodnika z piłką
W większości sytuacji obrońca ma obowiązek zmienić pozycję w taki sposób (odpowiednia odległość i odpowiednio wcześniej), by przeciwnik był w stanie zareagować i zatrzymać się, nie powodując kontaktu fizycznego. Jednak w sytuacji krycia zawodnika posiadającego piłkę, zasada ta nie ma zastosowania. 

W kryciu zawodnika posiadającego (trzymającego lub kozłującego) piłkę nie mają zastosowania elementy czasu i odległości.

W konsekwencji zawodnik, który posiada aktualnie piłkę (niezależnie od tego czy trzyma ją w rękach, czy kozłuje), musi się spodziewać, że będzie kryty, dlatego obowiązkiem zawodnika z piłką jest nieustanne bycie przygotowanym do zatrzymania się lub zmiany kierunku, gdy tylko przeciwnik zajmie przed nim legalną pozycję obronną, nawet jeżeli nastąpi to w ułamku sekundy. Z kolei obrońca musi zająć legalną pozycję obronną, nie powodując wcześniej nielegalnego zetknięcia z przeciwnikiem, przed zajęciem legalnej pozycji. 
Gdy obrońca znajduje się już w legalnej pozycji obronnej, może przemieszczać się w celu krycia przeciwnika, ale nie wolno mu wyciągać ramion albo wystawiać barków, bioder albo nóg, by poprzez kontakt fizyczny zapobiec minięciu go przez kozłującego.
Oceniając sytuację blok/szarża zawodnika z piłką, sędzia powinien kierować się następującymi zasadami:
- obrońca musi mieć obie stopy na podłodze oraz być skierowanym przodem do przeciwnika,
- zawodnik obrony musi utrzymywać legalną pozycję obronną; dozwolony jest wyskok oraz przemieszczanie się na boki lub do tyłu, pod warunkiem zachowania legalnej pozycji obronnej,
- podczas przemieszczania się obrońca może na chwilę oderwać obie stopy od podłoża, pod warunkiem, że nie jest to ruch w kierunku przeciwnika z piłką,
- kontakt musi nastąpić torsem, by obrońca mógł być traktowany jako pierwszy z miejscu kontaktu,
- zawodnik, który zajął legalną pozycję obronną może odwrócić się wewnątrz cylindra, aby zamortyzować zderzenie lub uniknąć kontuzji.

Jeżeli mają miejsce powyższe okoliczności, to należy uznać, że za spowodowanie kontaktu odpowiedzialny jest zawodnik z piłką.

## Krycie zawodnika bez piłki
Przy kryciu zawodnika bez piłki mają zastosowanie elementy czasu i odległości.

Podczas krycia zawodnika nieposiadającego piłki mają zastosowanie elementy czasu i odległości, co oznacza, że zawodnik broniący nie może zająć pozycji tak blisko i/lub tak szybko na drodze przemieszczającego się przeciwnika, że ten nie będzie miał dość czasu lub miejsca na zatrzymanie się lub zmianę kierunku (w przeciwnym wypadku obrońca ponosi odpowiedzialność za kontakt). Odległość powinna być wprost proporcjonalna do prędkości przeciwnika, ale nigdy nie mniejsza niż 1 metr.
Obrońca może kryć zawodnika bez piłki oraz przemieszczać się przy tym, lecz nie wolno mu za pomocą wysuwania jakichkolwiek kończyn utrudniać przeciwnikowi minięcie. Zawodnik, który zajął legalną pozycję obronną może odwrócić się wewnątrz cylindra lub zasłonić się ramionami ułożonymi blisko własnego ciała wewnątrz cylindra, aby uniknąć kontuzji.

## Dotykanie przeciwników
Dotykanie przeciwników rękami nie jest zdefiniowane w przepisach jako jednoznaczne naruszenie przepisów lub nie. Samo w sobie nie musi stanowić naruszenia przepisów. O tym, czy jest to naruszenie przepisów, decydują sędziowie. Decyzja podejmowana jest w oparciu o to, czy zawodnik powodujący kontakt osiągnął niezasłużoną korzyść. W przypadku w którym zetknięcie spowodowane przez zawodnika w jakikolwiek sposób ogranicza swobodę ruchów przeciwnika, to takie zetknięcie jest faulem. Zabroniony jest długotrwały kontakt z przeciwnikiem (z piłką lub bez) za pomocą wyciągniętej i położonej na zawodniku ręki lub ramienia, utrudniające jego poruszanie. Podobnie powtarzające się dotykanie lub trącanie przeciwnika (z piłką lub bez piłki) jest faulem, ponieważ może prowadzić do zaostrzenia gry.